# Anicius Probinus
(Flavius) Anicius Probinus war ein spätrömischer Aristokrat, der Ende des 4. Jahrhunderts n. Chr. lebte. Er bekleidete zusammen mit seinem Bruder Anicius Hermogenianus Olybrius im Jahr 395 das Konsulat.
Probinus war ein Angehöriger der Familie der Petronier väterlicherseits und der Anicier mütterlicherseits; sein Vater Sextus Petronius Probus galt als einer der vornehmsten Männer seiner Zeit und hatte 371 selbst das Konsulat bekleidet. Seine Familiengruft liegt in der Nähe der angeblichen Grabstätte des Apostels Simon Petrus.
Olybrius und Probinus stammten somit aus den höchsten Kreisen der römischen Senatsaristokratie, waren aber Christen im noch immer recht stark heidnisch durchsetzten Senat (wenngleich die Mehrheit des römischen Senats Ende des 4. Jahrhunderts vermutlich bereits von Christen gestellt wurde). Als Kaiser Theodosius I. die beiden Brüder, die zu diesem Zeitpunkt wohl noch sehr jung waren, zu Konsuln für das Jahr 395 ernannte, wollte er damit wohl auch endgültig die Kluft überbrücken, die durch den Bürgerkrieg im Jahr 394 gegen Eugenius entstanden war, der von heidnischen Senatoren unterstützt worden war.
Arusianus Messius widmete den Brüdern die Schrift Exempla Elocutionum, Claudian hielt ihnen zu Ehren einen Panegyricus. Probinus selbst bekleidete 397 das Prokonsulat in Africa.